# Robert Gober
Robert Gober (* 12. September 1954 in Wallingford, Connecticut) ist ein US-amerikanischer Künstler der Pop-Art und des Minimalismus.

## Leben und Werk
Gober studierte von 1972 bis 1976 Kunst und Literatur am Middlebury College in Vermont. 1974/75 verbrachte er ein Jahr an der Tyler School of Art in Rom. Zunächst arbeitete er als Maler, ab 1983 wandte er sich der Objektkunst zu. Seine erste eigene Ausstellung hatte er 1984 in New York. Seit 1976 lebt er in Manhattan. 2012 wurde er zum Mitglied der American Academy of Arts and Letters und 2016 der American Academy of Arts and Sciences gewählt.
Gober verwendet für seine Werke oft Gegenstände des täglichen Lebens, die er verfremdet. Zum Beispiel vergrößert er in seiner Tissue box (1994/95) eine Schachtel Papierhandtücher, so dass sie Ähnlichkeit mit einem Sarg hat, und bringt ein Kanalisationsrohr daran an. Damit macht er die übertriebene Bedeutung deutlich, die diesem Gegenstand im Alltag beigemessen wird, und thematisiert die Kultur des Konsumierens und Wegwerfens.
Ein oft wiederkehrendes Motiv sind Waschbecken ohne Wasserhahn und Abfluss. Sie suggerieren dem Betrachter, einen bestimmten Zweck zu erfüllen, sind aber dafür unbrauchbar gestaltet. Dadurch werden vertraute Rituale des täglichen Lebens in Frage gestellt.
In seiner Rauminstallation Hanging Man/Sleeping Man (1989) verwendet er eine Tapete, auf der nebeneinander in endloser Wiederholung Bilder eines schlafenden Weißen und eines gehängten Schwarzen zu sehen sind. Auf den ersten Blick in den Raum eine „heile Welt“, bei näherem Hinsehen ein deutlicher Hinweis auf die großen Kontraste, die innerhalb der Gesellschaft bestehen.

## Ausstellungen
- 1990: Kunsthalle Bern; Museum Boijmans Van Beuningen, Rotterdam
- 1991: Galerie nationale du Jeu de Paume, Paris; Museo Reina Sofía, Madrid
- 1992: Documenta IX in Kassel; Dia Center for the Arts New York
- 1993: Serpentine Gallery, London; Tate Gallery, Liverpool
- 1994: Museum für Moderne Kunst, Frankfurt am Main
- 1995: Museum für Gegenwartskunst, Basel
- 1997: Museum of Contemporary Art, Los Angeles
- 1999: Walker Art Center, Minneapolis; San Francisco Museum of Modern Art
- 2001: 49. Biennale Venedig
- 2002: Kunstmuseum Luzern
- 2007: Pinakothek der Moderne München Amerikanische Kunst der 90er Jahre; Schaulager, Münchenstein bei Basel
- 2013: Kunstmuseum Basel Gegenwart